# Punctoterebra swainsoni
Punctoterebra swainsoni é uma espécie de gastrópode do gênero Punctoterebra, pertencente a família Terebridae.

## Descrição
O comprimento da concha varia entre 10 mm a 54 mm.

## Distribuição
Esta espécie é distribuída no Oceano Índico, ao longo da África do Sul e no Oceano Pacífico, ao longo Hawaii e Taiti.